# Николај Маљевски
Николај Маљевски (рус. Маиевский) (11. мај 1823 – 23. фебруар 1892) је био руски артиљеријски генерал, конструктор оруђа и балистичар.

## Биографија
Завршио је физичко-математички факултет и Војно училиште. Био је секретар, па члан Артиљеријског комитета и дугогодишњи професор балистике на Михајловској артиљерској академији. Радио је на конструисању првих руских олучних оруђа и био један од пионира у области изучавања лета артиљеријског дугуљастог зрна. Објавио је неколико значајних дела из балистике. 209